# Etofenprox

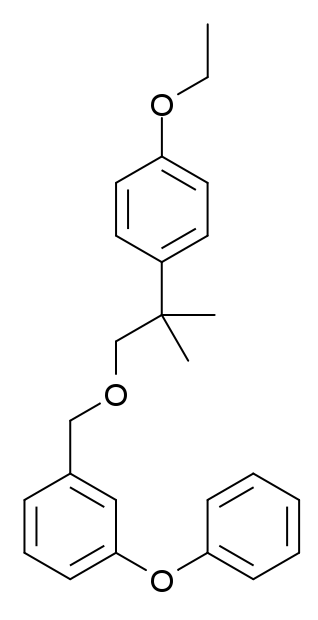
strukturní vzorec Etofenproxu

Etofenprox (systematický název 1-ethoxy-4-[2-methyl-1-([3-(fenoxy)fenyl]methoxy)propan-2-yl]benzen) je syntetický pyrethroid používaný jako insekticid. Za běžných podmínek se jedná o bílý krystalický prášek. Je prakticky nerozpustný ve vodě, výborně se však rozpouští v organických rozpouštědlech, například acetonu nebo chloroformu. Jeho stabilita je vysoká, nerozkládá se působením teploty 80 °C, poměrně dobře odolává kyselinám a zásadám. Je však náchylný na fotolýzu, při intenzitě osvětlení 30 000 lx se rozkládá s poločasem 4 dny.